# 10834 Zembsch-Schreve
10834 Zembsch-Schreve este un asteroid din centura principală de asteroizi.

## Descriere
10834 Zembsch-Schreve este un asteroid din centura principală de asteroizi. A fost descoperit pe 8 noiembrie 1993 la Kitt Peak National Observatory în cadrul proiectului Spacewatch. Asteroidul prezintă o orbită caracterizată de o semiaxă mare de 2,32 ua, o excentricitate de 0,07 și o înclinație de 5,7° în raport cu ecliptica.